# Heinz Blasey
Heinz Blasey (* 1. Januar 1948) ist ein ehemaliger deutscher Fußballspieler.
Der Torhüter Heinz Blasey begann das Fußballspielen beim TSG Karnap 07. Er erhielt seinen ersten Profivertrag 1969 bei Rot-Weiss Essen. Sein Fußball-Bundesliga-Debüt gab er am 5. März 1971 im Heimspiel gegen den FC Schalke 04, als er in der 62. Minute für den verletzten Stammtorhüter Fred-Werner Bockholt eingewechselt wurde. Blasey stand gerade mal eine Minute zwischen den Pfosten, als Klaus Fischer den 1:1-Ausgleich für Schalke erzielte. Im späteren Verlauf des Spiels hielt Blasey einen Foulelfmeter von Herbert Lütkebohmert, dennoch ging das Spiel mit 1:3 verloren. Auch in den letzten drei Saisonspielen stand er in der Startelf, konnte allerdings den Abstieg aus der Bundesliga nicht verhindern.
Ab der Saison 1971/1972 war Blasey Stammtorhüter bei Rot-Weiss und er trug dazu bei, dass 1973 der Wiederaufstieg in die 1. Liga gelang. In den folgenden Jahren stand er dort in Konkurrenz zu Fritz Stefens und Jürgen Rynio und wurde häufig von Verletzungen geplagt. 1977 stieg er mit den Essenern erneut ab, spielte noch eine Saison mit Rot-Weiss in der zweiten Liga und erreichte den Relegationsplatz zur Bundesliga. Die Rot-Weissen scheiterten jedoch am 1. FC Nürnberg (0:1, 2:2). Mit Fritz Herrndorf vom SC Herford verpflichtete der Ruhrpott-Klub anschließend einen neuen Torwart, dem der bisherige A-Jugend-Torwart Detlef Schneideran die Seite gestellt wurde. Insgesamt kam Blasey bis zu seinem Abschied zu 201 Ligaeinsätzen für RWE. 
Anfang Dezember 1978 schloss Blasey sich für die restliche Zweitligasaison Hannover 96 an, wo der bisherige Stammtorhüter Wolfgang Hillmann verletzungsbedingt ausfiel und der Ersatzmann Dieter Bendix nicht überzeugt hatte. Bis zum Saisonende bestritt er 21 Spiele für die Niedersachsen, die anschließend mit Jürgen Rynio eine langfristige Lösung fanden. Es folgte noch eine Saison beim DSC Wanne-Eickel, wo er nach weiteren 23 Zweitligaspielen 1980 seine Karriere beendete. 
Insgesamt brachte es Heinz Blasey auf 90 Bundesliga-Einsätze, 60 Regionalligaspiele und 80 Zweitligaeinsätze. Er hatte als Torwart seine Stärken auf der Linie und sehr gute Reflexe. Schwächen offenbarte er in der Strafraumbeherrschung.
Nach der Fußballkarriere arbeitete er 21 Jahre im kaufmännischen Bereich der Firma Heitkamp und ab 2008 in Dortmund bei einer Vertriebsfirma für Propangas.